# Woniuhe (köpinghuvudort i Kina, Inner Mongolia Autonomous Region, lat 48,10, long 122,66)
Woniuhe (kinesiska: 卧牛河, 卧牛河镇) är en köpinghuvudort i Kina. Den ligger i den autonoma regionen Inre Mongoliet, i den norra delen av landet, omkring 1 200 kilometer nordost om regionhuvudstaden Hohhot. Antalet invånare är 24 964. Befolkningen består av 12 097 kvinnor och 12 867 män. Barn under 15 år utgör 16,0 %, vuxna 15-64 år 75 %, och äldre över 65 år 8,0 %.
Runt Woniuhe är det ganska glesbefolkat, med 24 invånare per kvadratkilometer. Närmaste större samhälle är Zalantun, 12,0 km söder om Woniuhe. Omgivningarna runt Woniuhe är en mosaik av jordbruksmark och naturlig växtlighet.
Genomsnittlig årsnederbörd är 897 millimeter. Den regnigaste månaden är juli, med i genomsnitt 303 mm nederbörd, och den torraste är januari, med 8 mm nederbörd.